# ورقة غش

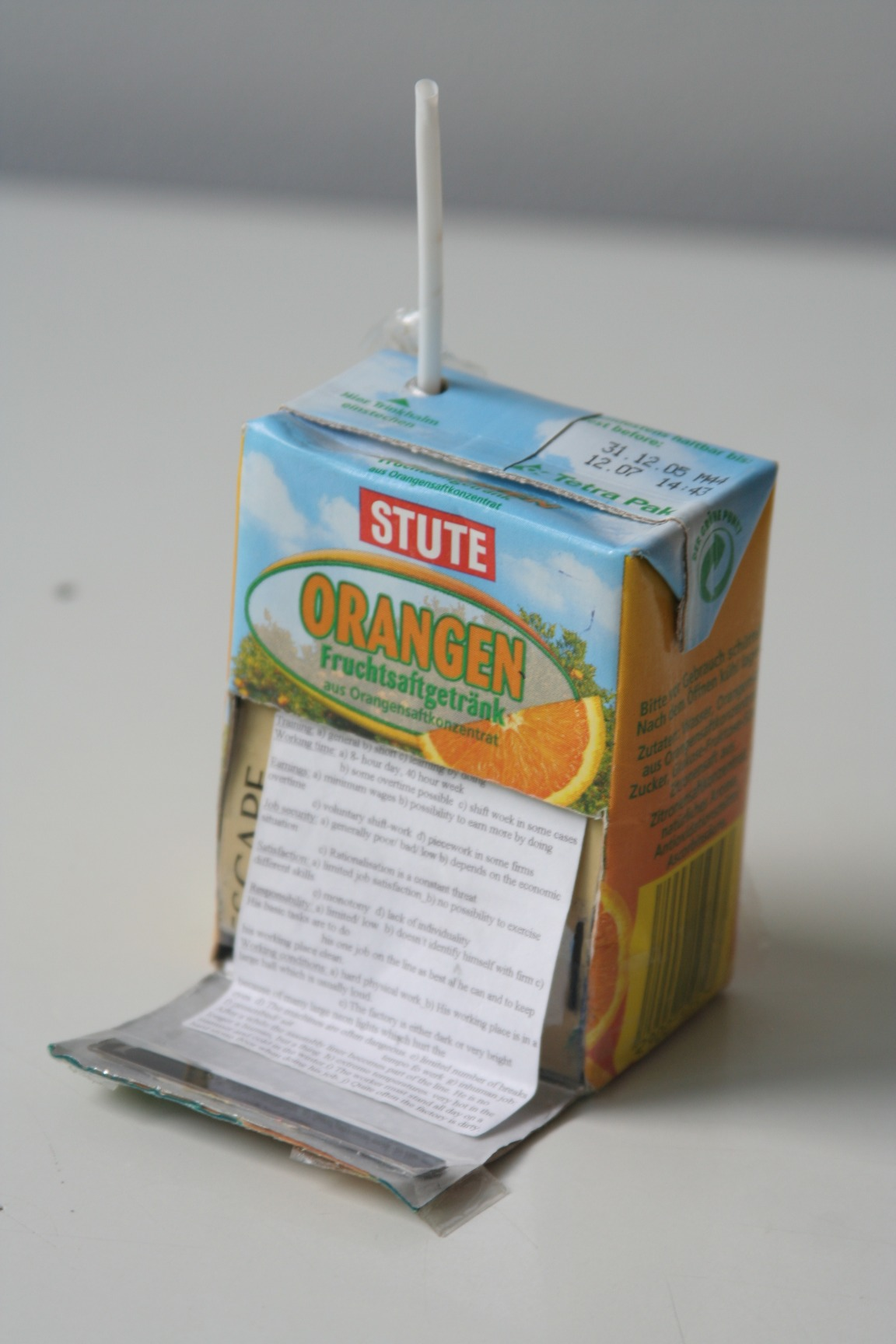
أحد طرق الغش المشهورة

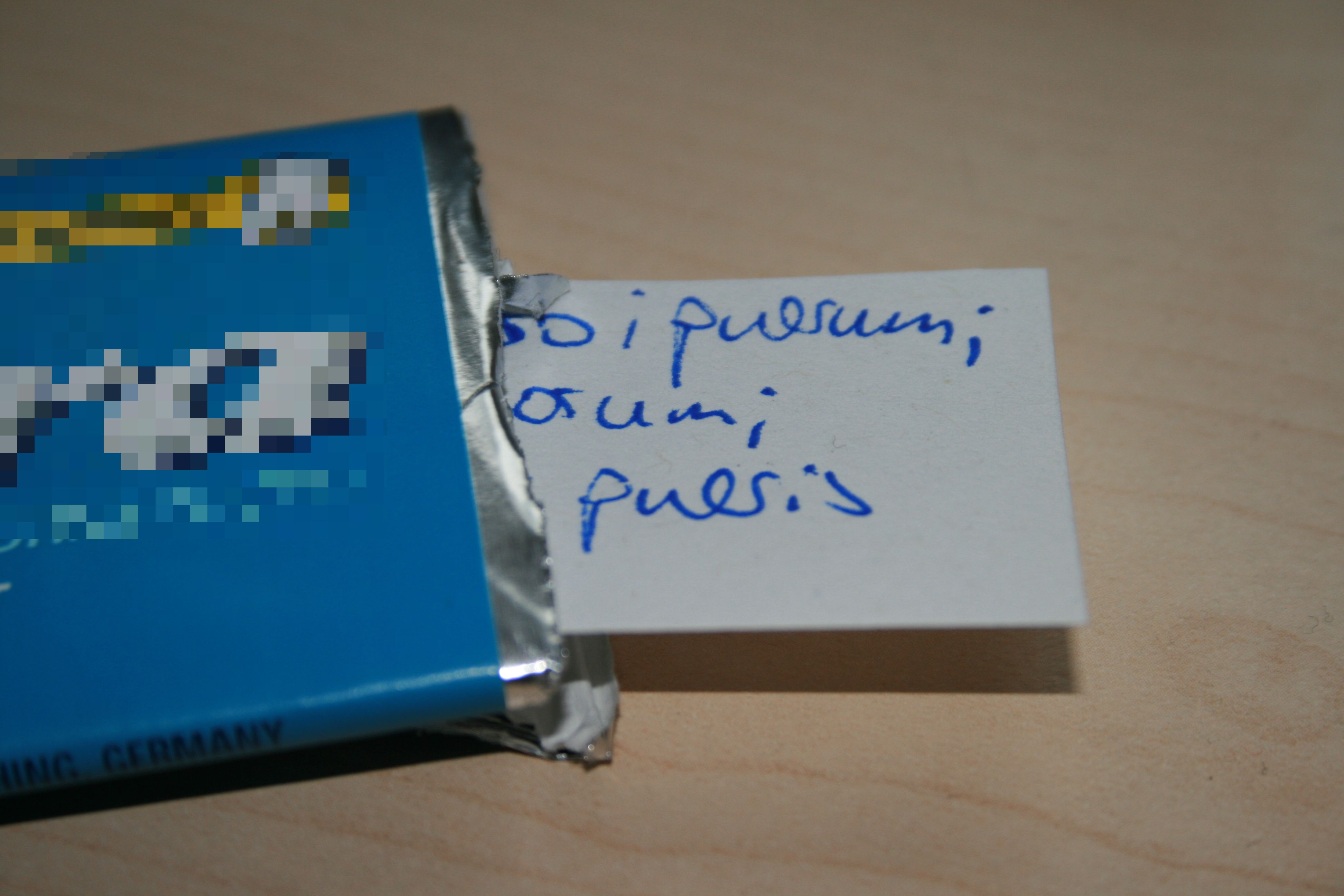
احدى الطرق المبتكرة

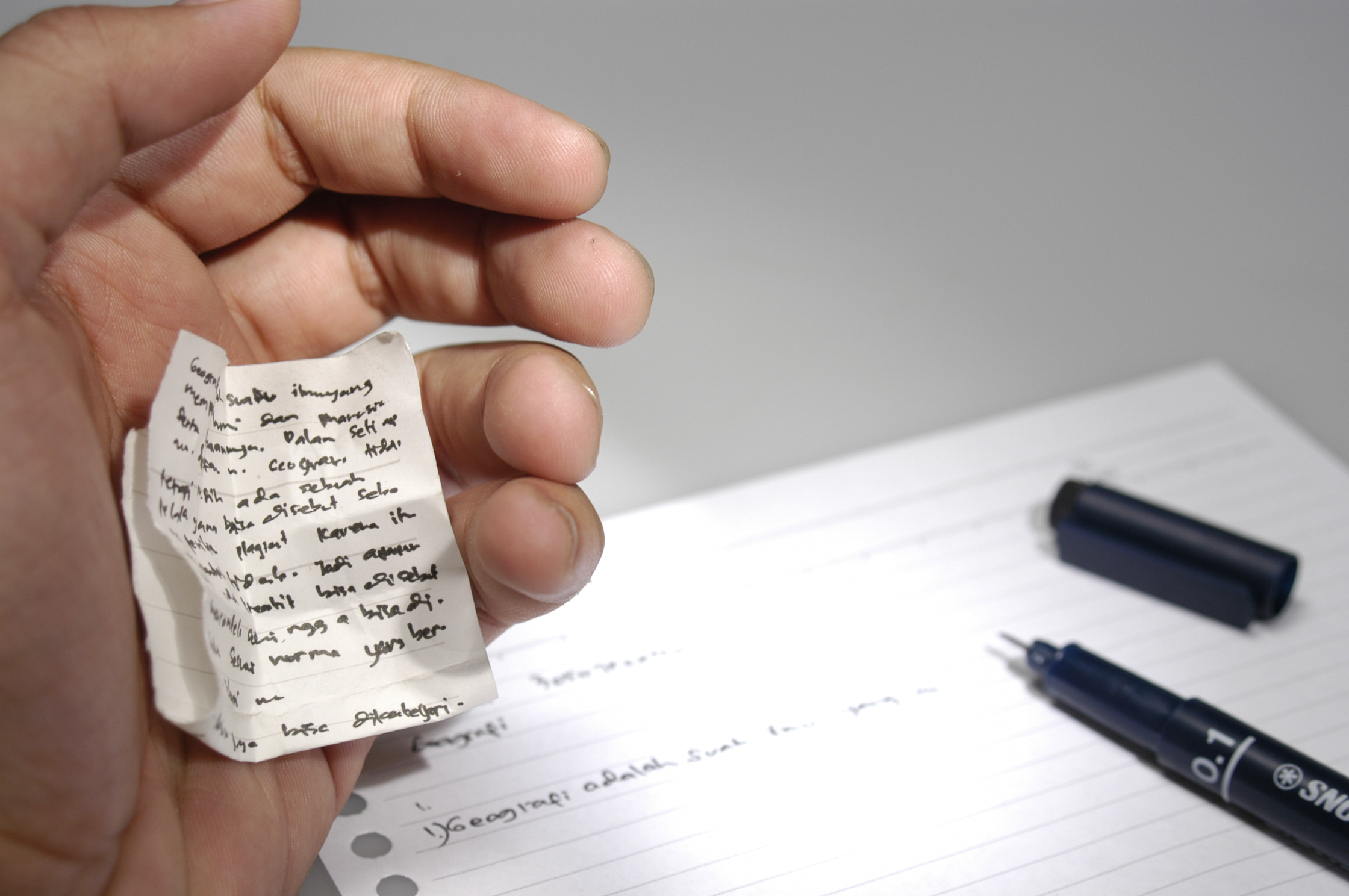
اقدم طريقة للغش

ورقة غش هو عبارة عن مجموعة من المذكرات الموجزة تستخدم كمرجع سريع ويحدث في الغالب في التعليم أو ماشابه وتكثر في فترة الاختبارات أو الامتحانات وتستخدم من قبل الطلاب دون معرفة المعلم للغش في الامتحان.